# Chuniophoeniceae
Die Chuniophoeniceae sind eine Tribus der Palmengewächse (Arecaceae).

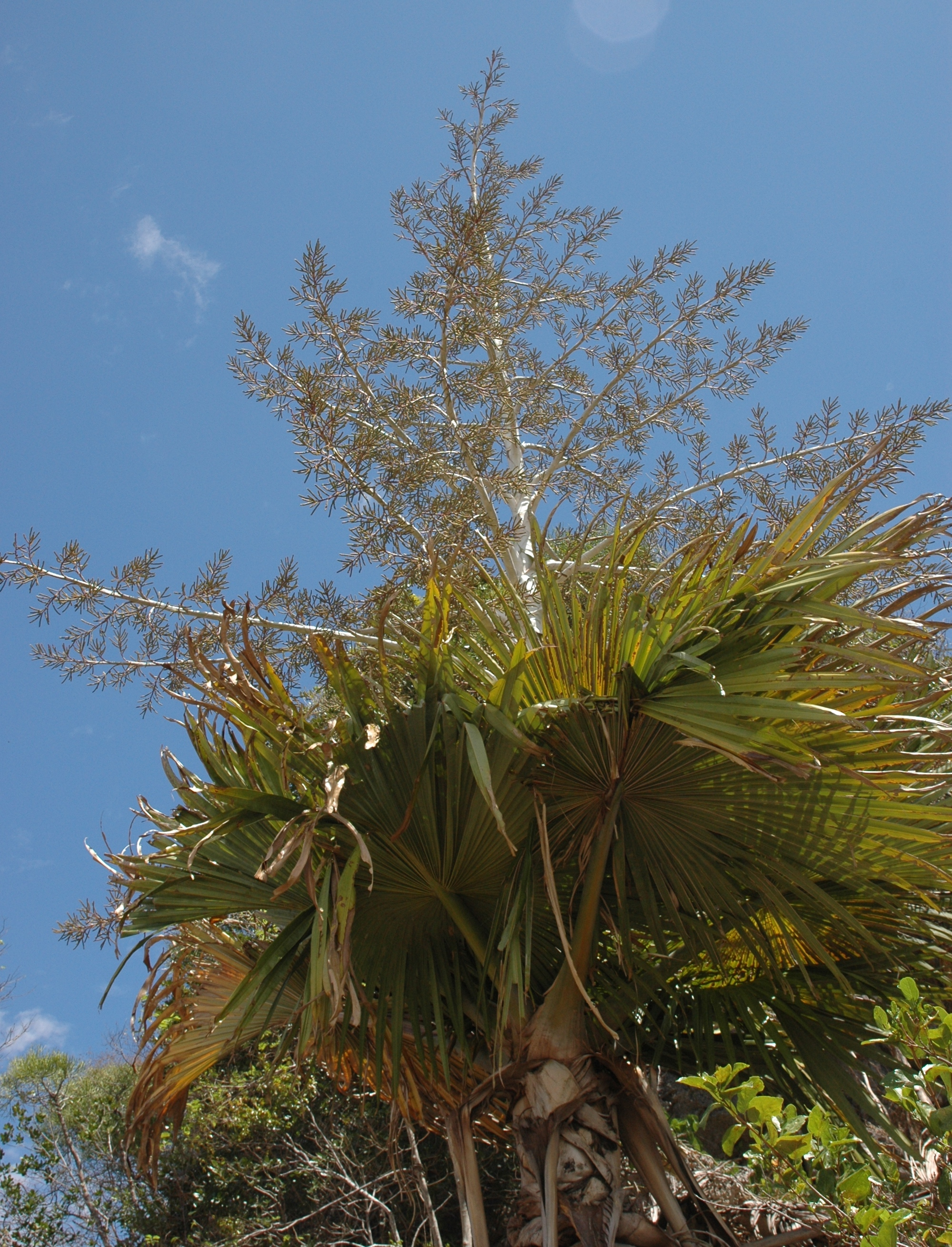
Tahina spectabilis

## Merkmale
Die Vertreter der Chuniophoeniceae sind in ihrer reproduktiven wie vegetativen Morphologie sehr vielseitig. Sie sind einmal (hapaxanth) oder mehrmals blühend, zwittrig oder zweihäusig eingeschlechtig (diözisch). Die Blätter sind induplicat gefaltet. Sie sind palmat oder costapalmat. Die Blüten stehen einzeln oder in einfachen Wickeln. Jede Blüte steht in der Achsel eines vollständig röhrenförmigen Tragblattes. Das Gynoeceum ist synkarp, die drei Fruchtblätter sind basal verwachsen. Die Griffel sind getrennt oder durchgehend verwachsen.

## Verbreitung
Die Tribus hat ein sehr disjunktes Areal: Es gibt Vertreter auf Madagaskar, in Arabien und dem Mittleren Osten sowie in Ostasien auf der Malaiischen Halbinsel und in Südchina bis Nordvietnam.

## Systematik
Die Chuniophoeniceae werden innerhalb der Familie Arecaceae der Unterfamilie Coryphoideae zugeordnet. Die Tribus im Sinne von Dransfield et al. (2008) ist eine natürliche Verwandtschaftsgruppe (Monophylum). Ihre Schwestergruppe ist die Gruppe aus Caryoteae, Corypheae und Borasseae, mit denen sie die synkarpe Klade bildet.
Zur Tribus werden vier Gattungen gezählt:   
- Chuniophoenix Burret
- Kerriodoxa J.Dransf.
- Nannorrhops H.Wendl.
- Tahina J.Dransf. & Rakotoarin.

## Belege
- John Dransfield, Natalie W. Uhl, Conny B. Asmussen, William J. Baker, Madeline M. Harley, Carl E. Lewis: Genera Palmarum. The Evolution and Classification of Palms. Zweite Auflage, Royal Botanic Gardens, Kew 2008, ISBN 978-1-84246-182-2, S. 287.